# École de journalisme de Cannes
 (février 2024).
L'École de journalisme de Cannes (EJC), créée en 2003 par Geoffroy Soutrelle et Jacques Araszkiewiez, est un établissement public de formation en journalisme, composante du département Information-Communication de l'IUT Nice Côte d'Azur. Depuis 2021, l'école se situe sur le campus créatif Georges Méliès, dans la nouvelle zone de la Bastide Rouge à Cannes (Alpes-Maritimes). L'EJC est l'une des 14 écoles de journalisme reconnues par la profession en 2013, et l'une des deux formations reconnues accessibles au niveau bac.
Le diplôme délivré au bout de trois ans est un Bachelor universitaire de technologie (BUT) Information-Communication parcours Journalisme.

## Historique
En septembre 2003, le département Information-communication de l'Institut universitaire de technologie de Nice crée un diplôme universitaire de technologie (DUT), option journalisme. En septembre 2006, ce cursus est complété par une licence professionnelle dédiée au journalisme audiovisuel[réf. nécessaire]. 
En avril 2013, l'École de journalisme de Cannes devient une école de journalisme reconnue par la Commission paritaire nationale de l'emploi des journalistes (CPNEJ),.
En septembre 2021, l'École de Journalisme de Cannes quitte ses locaux provisoires du collège international de Cannes, qu'elle occupait depuis 2004. L'école emménage dans le campus Georges Méliès à Cannes-la-Bocca. Ce campus partagé entre l'Université Côte-d'Azur, des formations comme l'ESRA et la CACPL propose différents cursus dédiés à l'écriture créative et aux métiers de l'image. Cela permet à l'école de journalisme d'accéder à des infrastructures professionnelles (plateaux et régie TV, studio radio et d'enregistrement son, salles de montage, cinéclub, etc.)[source insuffisante]

## Formation
À la rentrée 2021, le DUT devient un « bachelor universitaire de technologie » (BUT), en trois ans. Toujours dispensé dans un institut universitaire de technologie (IUT), le diplôme confère 180 crédits ECTS. La licence professionnelle de l’École de journalisme de Cannes s'intègre à ce BUT. La formation s'articule autour de 6 compétences : décrypter, partager, garantir, chercher, produire et valoriser[source insuffisante].
Ce nouveau cursus en trois ans comprend une base d'enseignements universitaires proches des sciences humaines et sociales (SHS) comme l'histoire et la sociologie des médias, les théories de l'information et de la communication, la sociologie et culture générale, le droit du travail, droit de la presse et des médias, l'économie des médias, etc.[réf. souhaitée]
L'École de Journalisme de Cannes est aussi une formation très professionnalisante avec notamment des cours de pratique (radio, caméra, photo, web, PAO, écriture...). 17 semaines professionnelles sont réparties tout au long du cursus. À chaque fois axées autour d'un type de média (presse écrite, radio ou audiovisuel), elles sont encadrées par des journalistes professionnels. Les étudiants sont amenés à réaliser des projets tuteurés avec des partenaires tels que Les Assises du journalisme, Le Festival du livre de Mouans Sartoux, Le Festival de Cannes et Les écoles militaires de Draguignan[réf. souhaitée].
Depuis l'année universitaire 2023-2024, à la suite du passage au BUT en 3 ans, les étudiants de 3e année ne produisent plus un reportage de 13 minutes comme auparavant mais un "Projet 360°", une enquête long format alliant télévision, web, podcast, et réseaux sociaux. Ce projet sert de conclusion aux 3 années d'études [réf. souhaitée].

## Admission
Chaque année, les promotions se composent d'environ 26 étudiants. Chaque année, 2 000 à 2 500 vœux pour la formation sont formulés sur Parcoursup, et le taux d'accès varie entre 1 et 4% pour la série générale et se situe autour des 10% pour la série technologique. Le BUT est accessible à toute personne titulaire du baccalauréat. Le recrutement se déroule en deux phases : une étude du dossier et un examen oral qui prend la forme d'un entretien de 15 minutes[source insuffisante].

## Anciens élèves
Parmi les anciens élèves de l’École de journalisme de Cannes :
- Bertrand Chameroy, animateur-chroniqueur-journaliste Europe 1, RTL et France Télévisions
- Camille Courcy, journaliste free-lance